# Konståret 1966

## Händelser

### Okänt datum
- Tillsammans med Peter Schamoni gör Max Ernst en film kallad Maximiliana - Die widerrechtliche Ausübung der Astronomie (Maximiliana - Det lagstridiga utövandet av astronomi.)
- Ferry Radax är klar med Hundertwasser - Leben in Spiralen (Hundertwasser - Liv i spiraler), hans första filmporträtt av landsmannen Friedensreich Hundertwasser.

## Priser och utmärkelser
- Prins Eugen-medaljen tilldelas Christian Berg, skulptör.

## Verk
- Kanda Nissho – Gashitsu A och Gashitsu B

## Utställningar

### Juni
- 4 juni-9 september - Hon - en katedral av Niki de Saint-Phalle, Jean Tinguely och Per Olov Ultvedt visas på Moderna museet.

### Okänt datum
- Andra Armory Show 9 Evenings: Theatre and Engineering i New York i New York, USA, sponsrad av- EAT.[1][2]

## Födda
- 12 januari - Anneè Olofsson, svensk konstnär och fotograf.
- 21 januari - Genc Mulliqi, albansk skulptör och konstnär.
- 3 mars - Jan Borchies, svensk designer.
- 11 mars - Vebjørn Sand, norsk målare.
- 7 maj - Lorenzo Quinn, spansk-amerikansk skådespelare och skulptör.
- 24 juni - Andrei Molodkin, rysk konstnär verksam i Paris och Moskva.
- 6 juli - Nils Gulliksson, svensk illustratör och spelkonstruktör.
- 21 juli - Lars Fiske, norsk serieskapare, illustratör och barnboksförfattare.
- 20 september - Douglas Gordon, skotsk konstnär.
- 27 november - Anders Gudmundson, svensk konstnär.
- okänt datum - Johannes Nevala, svensk bildkonstnär.
- okänt datum - Gustaf Nordenskiöld, svensk formgivare och konsthantverkare.
- okänt datum - Maria Friberg, svensk fotokonstnär.
- okänt datum - Anna-Maria Ekstrand, svensk konstnär.
- okänt datum - Lars Arrhenius, svensk konstnär.
- okänt datum - Grace Boicel, svensk formgivare.
- okänt datum - Jake Chapman, brittisk konstnär.
- okänt datum - Roxy Paine, amerikansk konstnär
- okänt datum - Jakob Wegelius, svensk författare och illustratör.
- okänt datum - Stefan Kayat, svensk illustratör och folkmusiker.

## Avlidna
- 11 januari - Alberto Giacometti (född 1901), schweizisk skulptör och målare.
- 4 maj - Amédée Ozenfant (född 11886), fransk målare och företrädare för purismen.
- 28 augusti - Folke Dahlberg (född 1912), svensk författare och bildkonstnär.
- 28 september - André Breton (född 1896), fransk konstnär.
- okänt datum - Detlof Ahlbäck (född 1900), svensk skulptör och grafiker.

### Fotnoter
1. ↑  ”Lucinda Childs : Vehicle”. http://www.fondation-langlois.org/html/e/page.php?NumPage=1734.Vehicle, online, läst 25 september 2008
2. ↑   documents, history online, läst 25 september 2008